# Xuchitlán
Xuchitlán är en ort i Mexiko.   Den ligger i kommunen Lolotla och delstaten Hidalgo, i den sydöstra delen av landet, 190 km norr om huvudstaden Mexico City. Xuchitlán ligger 639 meter över havet och antalet invånare är 765.
Terrängen runt Xuchitlán är kuperad norrut, men söderut är den bergig. Runt Xuchitlán är det ganska tätbefolkat, med 86 invånare per kvadratkilometer. Närmaste större samhälle är Tlanchinol, 12,0 km sydost om Xuchitlán. Omgivningarna runt Xuchitlán är en mosaik av jordbruksmark och naturlig växtlighet.